# يابسة

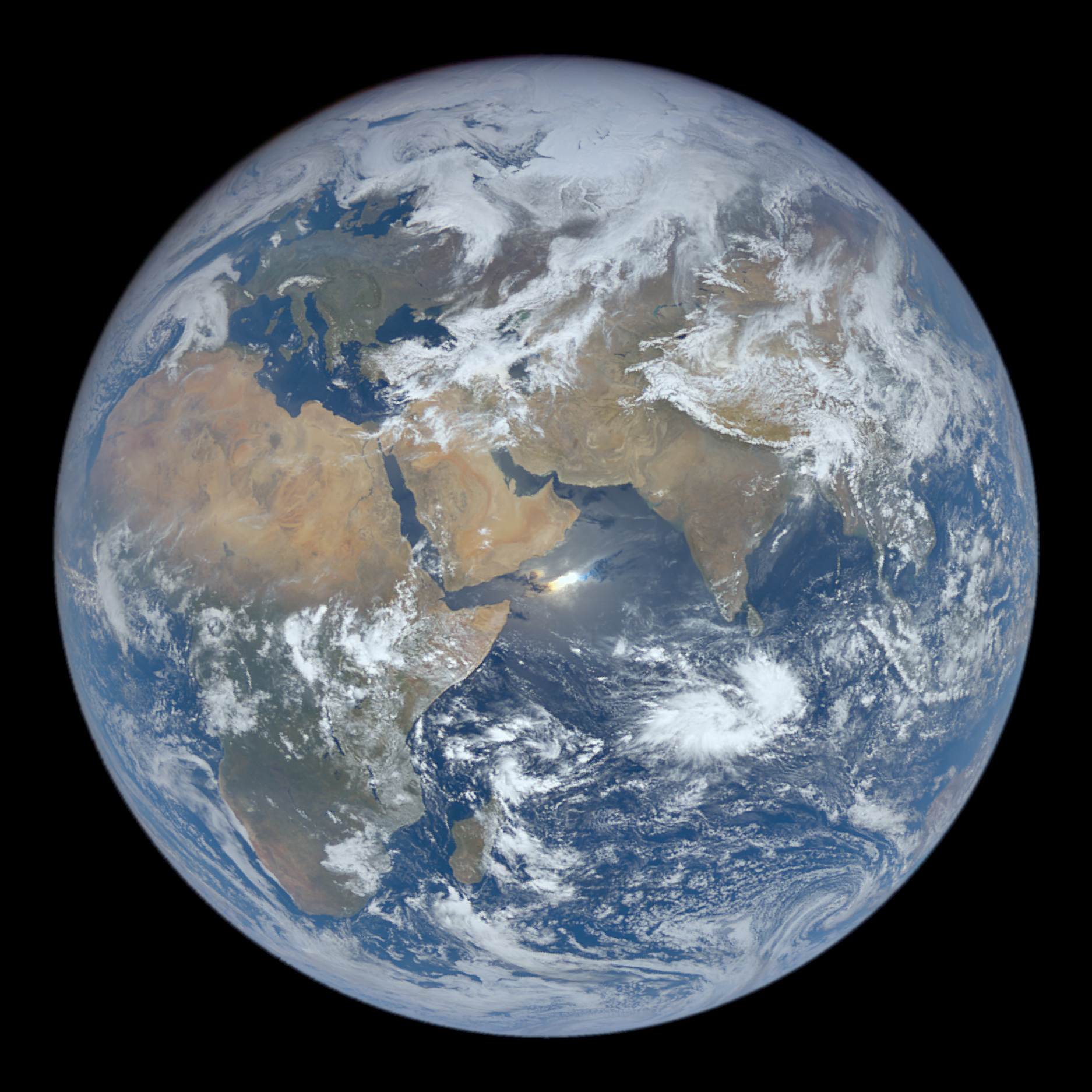
صورة لـأفرو-أوراسيا، وهي أكبر يابسة على وجه الأرض

اليابسة هي منطقة أو مساحة كبيرة من الأرض الجافة ولا يقسمها أي محيط. غالبًا ما يستخدم المصطلح للإشارة إلى الأراضي التي تحيط بها المحيطات أو البحار، مثل القارة أو الجزيرة الكبيرة. في مجال الجيولوجيا، اليابسة هي جزء محدد من القشرة القارية منبسطة فوق مستوى سطح البحر.